# 中津シネマ
中津シネマ（なかつシネマ）は、かつて大分県中津市にあった映画館である。旧名称は「中津銀映」（なかつぎんえい）。

## 沿革

### 中津銀映の時代
終戦後の1940年代後半、中津市仲町（後の同市島田町363-2）に「中津第一劇場」として設立される。開館間もない1947年の時点では、中津市の映画館は当館を含めた5スクリーンが存在しており、大分市や別府市よりも多かった。
その後1950年代後半に「中津銀映」と改称。全国の映画館数がピークに達した1960年の時点では、中津市には銀映を含めた9館の映画館が存在したが、同年以後になると一つまた一つと姿を消し、20年後の1980年（昭和55年）には中津銀映のみとなった。

### 複数スクリーンの時代
1981年（昭和56年）、中津銀映は老朽化を機に同市島田町での営業を終え、JR中津駅前のビルに移転開館。2スクリーン体制となって再オープンしたが、2000年（平成12年）12月、大分市の大型商業施設「トキハわさだタウン」内にシネマコンプレックスのシネフレックス東宝11（現在のTOHOシネマズ大分わさだ）がオープンし、競争が激化したことから2002年（平成14年）4月21日に中津銀映は閉館。同年7月20日に中津シネマ（なかつシネマ）として改装オープンしたものの、東日本大震災が発生した2011年（平成23年）3月に閉館し、第一劇場時代から60年以上に及ぶ歴史を終えた。
以後中津市には映画館がなく、同市民としては別府市や大分市の他、隣県の北九州市まで車や電車で映画鑑賞に行かなければならない状況だったが、2020年（令和2年）3月、イオンモール三光に8スクリーンのセントラルシネマ三光が開館し、9年ぶりに映画館が復活した。

## 施設概要
- 大分県中津市東本町1-1 ビッグパレスビル4階

| スクリーン | 座席数[10] | 備考                |
| ---------- | ---------- | ------------------- |
| 1          | 176        | 銀映1時代は200席[6] |
| 2          | 79         | 銀映2時代は90席[6]  |